# Igor Kramberger
Igor Kramberger, slovenski literarni zgodovinar, prevajalec, urednik, sociolog, * 28. oktober 1955.

## Življenje in delo
Je diplomirani literarni komparativist, doktor socioloških znanosti in docent za sociologijo kulture. Študiral je primerjalno književnost in literarno teorijo na Filozofski fakulteti v Ljubljani, kjer je leta 1979 diplomiral iz literarne teorije: Razmerje med literaturo in glasbo, leta 1980 pa še iz primerjalne literarne zgodovine: Vpliv Schopenhauerjeve filozofije v prvih treh pesniških zbirkah Alojza Gradnika (mentor Janko Kos).
V obdobju 1981–1987 je bil zaposlen v Marksističnem centru Univerze v Mariboru. V tem času se že začne ukvarjati s prevajanjem, uredniškim delom ter pisanjem recenzij.
Od 1987–1993 je deloval kot mladi raziskovalec na Oddelku za sociologijo, kjer je    magistriral 1990. leta, na temo Sociologija materialnega nosilca učinkovanja klasičnega pisatelja (mentor Rastko Močnik). V tem času se je ukvarjal tudi s Trdinovimi rokopisi. Z letom 1991  postane asistent za občo sociologijo z metodologijo in sociologijo kulture. Doktorira 1993. z disertacijo Sociologija filološko-založniške institucije (mentor Rastko Močnik). 
Od študijskega leta 1993/94 je zaposlen na Pedagoški fakulteti v Mariboru, kjer predava na Oddelku za sociologijo (Sociološka analiza in Sociologija kulture), na Oddelku za slovenski jezik s književnostjo (Sociologija kulture) ter na Oddelku za nemški jezik s književnostjo (Literarno-znanstveno delo z besedili).
Njegovo osrednje raziskovalno področje pokriva teorijo in zgodovino uredniškega dela, založništva in medijev, podrobno pa se ukvarja tudi z rokopisno zapuščino Janeza Trdine.

## Izbrana bibliografija
- literarnozgodovinsko področje
  - Podobe prednikov: zapiski Janeza Trdine iz obdobja 1870–1879: 27 zvezkov rokopisa v 3 knjigah, (uredila Snežana Štabi in Igor Kramberger), 1987. (COBISS)
  - Celo stari Trdina. Mzin 18/19 1993, 45–46. (COBISS)
  - Trdina v Logarjevi redakciji. Zastavil sem svoje življenje 1 (2005), 53–53. (COBISS)
  - Trdinova rokopisna ostalina. Janez Trdina med zgodovino, narodopisjem in literaturo 2005, 187–207. (COBISS)
  - Prešeren v Kidričevi redakciji. Kidričev zbornik 2002 (Zbirka Zora 16), 75–89. (COBISS)
  - Spremna študija. Shakespeare Hamlet. Ljubljana: Intelego: Študentska založba, 2006. (COBISS)

- uredniško delo
  - Litografirane podobe slovenještajerskih mest, trgov in dvorcev, 1999. (COBISS)
  - Maribor: vodnik po mestu in bližnji okolici, 2000. (COBISS)
  - Staronemško berilo, 2000. (COBISS)
  - Zbirka ampelografskih upodobitev Vinzenza in Conrada Kreuzerja, 2001. (COBISS)
  - glavni urednik Znanstvene revije (Pedagoške fakultete) v letih 1994 do 1998; številke od 1/94 do 2/96 (COBISS)

- prevodi
  - Michael Mauke: Marxova in Engelsova teorija razredov, 1982. (COBISS)
  - Johann Most: Anarhizem in komunizem, 1983. (COBISS)
  - Theodor W. Adorno: Uvod v sociologijo glasbe: (dvanajst teoretskih predavanj), 1986. (COBISS)
  - Karl Marx: H kritiki politične ekonomije: 1858-1861, 1989. (COBISS)
  - Reinhart Koselleck: Pretekla prihodnost: prispevki k semantiki zgodovinskih časov, 1999. (COBISS)